# Betteshanger
Betteshanger är en by i civil parish Northbourne, i distriktet Dover, i grevskapet Kent, i England. Byn är belägen 17 km från Canterbury. Betteshanger var en civil parish fram till 1935 när blev den en del av Northbourne. Civil parish hade 55 invånare år 1931. Byn nämndes i Domedagsboken (Domesday Book) år 1086, och kallades då Bedesham.